# Béla Bollobás

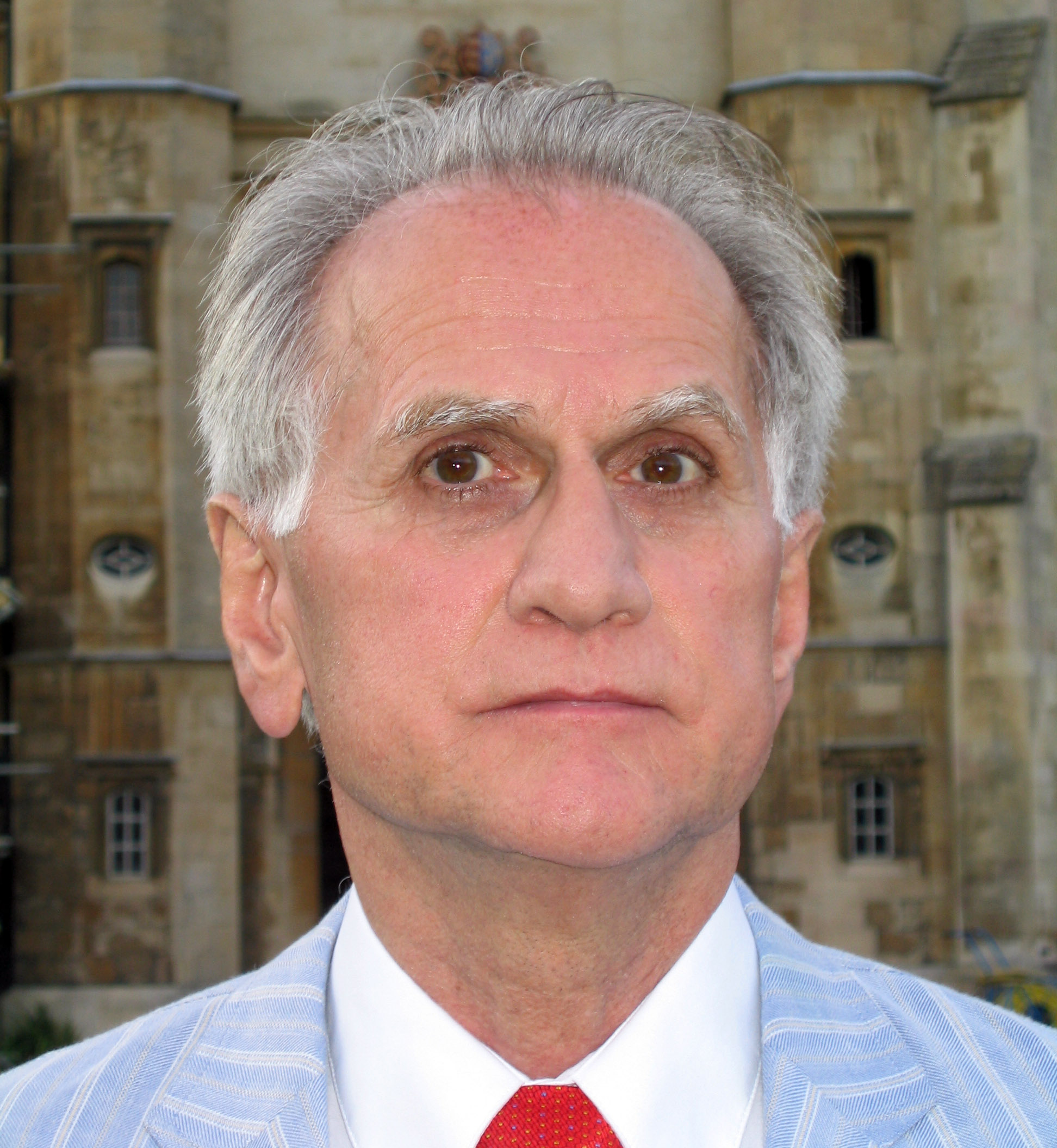
Béla Bollobás

Béla Bollobás (* 3. August 1943 in Budapest) ist ein ungarisch-britischer Mathematiker, der sich mit Graphentheorie, Kombinatorik, Perkolationstheorie und Funktionalanalysis beschäftigt.

## Leben und Werk
Bollobás wurde seit seinem 14. Lebensjahr stark von Paul Erdős beeinflusst. Als Schüler gewann er zwei Goldmedaillen auf der Internationalen Mathematik-Olympiade. Er studierte an der Universität Budapest, wo er 1967 bei László Fejes Tóth und Paul Erdős über Diskrete Geometrie promovierte. Danach war er ein Jahr in Moskau bei Israel Gelfand und ein Jahr an der Universität Oxford (Christ Church College), bevor er an die Universität Cambridge ging, wo er 1972 nochmals bei dem Topologen John Frank Adams in Funktionalanalysis promovierte (Banach algebras and the theory of numerical ranges). Seit 1970 ist er Fellow des Trinity College in Cambridge. Seit 1996 ist er Professor an der University of Memphis (Jabie Hardin Chair of Excellence in Combinatorics), blieb aber weiter Fellow des Trinity College, wo er seit 2005 Senior Research Fellow ist. Von 1982 bis 1994 war er regelmäßig an der Louisiana State University in Baton Rouge als Gastprofessor.
Bollobás befasste sich unter anderem mit Graphentheorie (extremale Graphen, Zufallsgraphen, Graphenpolynome), diskreter Geometrie, Funktionalanalysis und der Perkolationstheorie, wo er Methoden aus der Theorie der Zufallsgraphen anwandte. Er bewies als erster Sätze über die genaue Struktur der Phasenübergänge in Zufallsgraphen, ein Forschungsfeld, auf dem Erdős und Alfréd Rényi in den 1950er Jahren Pioniere waren. Bollobás' Interesse dafür entstand durch Erdős, als dieser zu einem längeren Aufenthalt in Cambridge bei ihm war. Er verfasste über 350 Forschungsartikel und einige Forschungsmonographien (unter anderem über Extremale Graphen 1978, die bis dahin vor allem in Ungarn untersucht wurden, und Zufallsgraphen 1985) und Lehrbücher. Er gab auch John Edensor Littlewoods Mathematicians miscellany in erweiterter Form neu heraus und war Verwalter von Littlewoods schriftlichem Nachlass. Er lernte Littlewood noch in Cambridge kennen, wo seine Frau Gabriella Bollobás, eine Malerin und Bildhauerin, mehrere Büsten von Dirac herstellte. Bollobas war auch ein Freund von Paul Dirac, dessen Ehefrau Ungarin war (die Schwester von Eugene Paul Wigner).
An der Universität Cambridge (Fechten) und an der Universität Oxford (Pentathlon) trat Bollobas auch sportlich hervor.
2007 erhielt er den Senior-Whitehead-Preis und 2017 den Széchenyi-Preis verliehen. Er ist auswärtiges Mitglied der Polnischen und der Ungarischen Akademie der Wissenschaften, Fellow der Royal Society (2011) und der American Mathematical Society sowie seit 2017 Mitglied der Academia Europaea.
2016 bewies er mit Paul Balister und Robert Morris, dass es für die Wahl von {\displaystyle N} Zahlen, die zufällig aus {\displaystyle 1,\cdot ,x} (mit großem {\displaystyle x}) ausgewählt werden, einen scharfen Schwellwert {\displaystyle N} gibt, so dass mit hoher Wahrscheinlichkeit eine Teilsequenz der {\displaystyle N} Zahlen existiert, bei der das Produkt der Zahlen ein Quadrat ist (Vermutung von Carl Pomerance).
Zu seinen Doktoranden zählen Keith M. Ball, Imre Leader, Oliver Riordan, Timothy Gowers, Andrew Thomason, Robert Morris, József Balogh und Reinhard Diestel.

## Schriften
- Extremal Graph Theory (= LMS Monographs. 11). Academic Press, London u. a. 1978, ISBN 0-12-111750-2 (Dover edition. Dover Publications, Mineola NY 2004, ISBN 0-486-43596-2).
- Graph theory. An introductory course (= Graduate Texts in Mathematics. 63). Springer, New York NY u. a. 1979, ISBN 0-387-90399-2.
- Random Graphs. Academic Press, London u. a. 1985, ISBN 0-12-111755-3 (2nd edition: (= Cambridge Studies in Advanced Mathematics. 73). Cambridge University Press, Cambridge u. a. 2001, ISBN 0-521-80920-7).
- Combinatorics. Set Systems, Hypergraphs, Families of Vectors, and Combinatorial Probability. Cambridge University Press, Cambridge u. a. 1986, ISBN 0-521-33059-9.
- Linear Analysis. An Introductory Course. Cambridge University Press, Cambridge u. a. 1990, ISBN 0-521-38301-3 (2nd edition. ebenda 1999, ISBN 0-521-65577-3).
- als Herausgeber mit Alan Baker, András Hajnal: A tribute to Paul Erdős. Cambridge University Press, Cambridge u. a. 1990, ISBN 0-521-38101-0.
- als Herausgeber: Probabilistic Combinatorics and Its Applications (= Proceedings of Symposia in Applied Mathematics. 44). American Mathematical Society, Providence RI 1991, ISBN 0-8218-5500-X.
- als Herausgeber mit Andrew Thomason: Combinatorics, Geometry and Probability. A tribute to Paul Erdős. Cambridge University Press, Cambridge u. a. 1990, ISBN 0-521-58472-8.
- Modern Graph Theory (= Graduate Texts in Mathematics. 184). Springer, New York NY u. a. 1998, ISBN 0-387-98491-7.
- als Herausgeber: Contemporary Combinatorics (= Bolyai Society Mathematical Studies. 10). Springer u. a., Berlin u. a. 2002, ISBN 3-540-42725-2.
- mit Oliver Riordan: Percolation. Cambridge University Press, Cambridge u. a. 2006, ISBN 0-521-87232-4.
- The Art of Mathematics. Coffee Time in Memphis. Cambridge University Press, Cambridge u. a. 2006, ISBN 0-521-69395-0 (mit Zeichnungen seiner Ehefrau Gabrielle Bollobás).
- als Herausgeber mit Robert Kozma, Dezső Miklós: Handbook of Large-Scale Random Networks (= Bolyai Society Mathematical Studies. 18). Springer, Berlin u. a. 2009, ISBN 978-3-540-69394-9.
- mit Paul Balister, Robert Morris: The sharp treshold for making squares. In: Annals of Mathematics. Band 188, Nr. 1, 2018, S. 49–143, Arxiv.